# Palác Evropy
Palác Evropy (Palais de l'Europe) je budova na severozápadním předměstí Štrasburku, v níž sídlí Rada Evropy.
Základní kámen byl položen v květnu 1972 a budova byla otevřena 28. ledna 1977. Byla postavena na místě bývalých tenisových kurtů nedaleko původní provizorní stavby, která byla po otevření Paláce Evropy zbořena. Kromě Rady Evropy palác využíval také Evropský parlament až do roku 1999, kdy přesídlil do nové budovy Bâtiment Louise-Weiss.
Autorem návrhu byl francouzský architekt Henri Bernard. Budova má devět podlaží a je vysoká 38 metrů. Má půdorys čtverce o stranách dlouhých 106 metrů, uprostřed se nachází hlavní jednací sál s kupolí. Užitná plocha činí 64 000 čtverečních metrů.
V roce 2012 byla v paláci odhalena busta Václava Havla.